# Калькулятор (Apple)
Калькулятор (англ. Calculator) — проприетарное приложение, разработанное Apple, предназначенное для выполнения вычислительных операций, конвертации и преобразования единиц измерения.

## Описание и использование
Приложение является предустановленным для ряда операционных систем, таких как iOS, iPadOS, macOS, watchOS и классической Mac OS. Поддерживает обратную польскую запись. Мобильное приложение калькулятора разделено на стандартный и научный режимы работы, режим преобразования и математические заметки. Приложение для macOS включает в себя стандартный, научный и режим программирования, режим преобразования и переход в приложение для математических заметок. Особенностью приложения для watchOS является возможность разделение счета и расчета чаевых.

### Стандартный калькулятор
Поддерживает выполнение простых арифметических операций.

### Научный калькулятор
Расширение стандартного калькулятора с помощью функций памяти и более сложных вычислений с дробями, степенями, корнями, экспонентами, логарифмами, тригонометрическими функциями и т. п.

### Программирование
Добавляет возможность выполнения бинарных, восьмеричных, десятичных и шестнадцатеричных вычислений, включая поразрядные операции. Позволяет просматривать символы ASCII и Unicode, представленные текущим значением.

### Режим «Преобразовать»
Позволяет преобразовывать единицы измерения таких величин, как:
- Угол
- Площадь
- Данные
- Энергия
- Сила
- Топливо
- Длина
- Мощность
- Давление
- Скорость
- Температура
- Время
- Объем
- Вес

Также включает с себя конвертацию валютных значений по актуальному курсу с помощью финансового провайдера Yahoo! Finance.

### Математические заметки
Позволяют вводить в виде текста или записывать от руки математические выражения и автоматически получать их мгновенные значения. Математические заметки также позволяют записывать переменные и распознают нарисованные графики функции.

### Поиск
Простые арифметические операции можно выполнять в средстве поиска (Spotlight).

## Интересные факты
Приложение калькулятора для операционной системы iPadOS было добавлено только в 2024 году, с выпуском версии iPadOS 18, спустя более десяти лет после представления iPad в январе 2010 года.